# CAM-minne
CAM-minnen (Content-addressable memory) är en typ av minnen som används för att mycket snabbt kunna söka igenom (jämföra) CAM-minnets datainnehåll med ett angivet sökdata. Som resultat av sökningen får man – beroende på design – antingen den överensstämmande minnesradens adress och/eller ett svars data som är associerat med sökdatat. CAM-minnen kan alltså fungera som associativa minnen. Exempel på tillämpningar av CAM-minnen är adressuppslagning och datapaketsklassificering i switchar och routrar för paketbaserad datorkommunikation. Ett CAM-minne är oftast baserat på ett vanligt SRAM-minne där funktionen för sökning har lagts till. Ett CAM-minne kan antingen vara flyktigt eller icke-flyktigt beroende på minnescellens konstruktion.     